# Strandsjön, Västerbotten
Strandsjön är en sjö i Vännäs kommun i Västerbotten och ingår i Umeälvens huvudavrinningsområde. Strandsjön ligger i Brånsjön Natura 2000-område.